# Бессоюзное сложное предложение
Бессоюзное сложное предложение — это сложное предложение, в котором простые предложения объединены в одно целое по смыслу и интонационно, без помощи союзов или союзных слов: [Привычка свыше нам дана]: [замена счастию она.] (А. Пушкин)

Была без радости любовь,
разлука будет без печали.
— М. Ю. Лермонтов

Ножи стучат, посуда звенит, масло шипит.— А. П. Чехов

Делу — время, потехе — час.— пословица

Она спит — разбудить невозможно.

Чувствую, устала.

## Знаки препинания в сложном бессоюзном предложении
Между частями бессоюзного сложного предложения может ставиться запятая, точка с запятой, двоеточие или тире. Бессоюзное предложение — особый класс сложных предложений, разнообразных по семантике и структуре, иногда сопоставимых с союзными сложными предложениями. Для сравнения: «Она спит так, что разбудить невозможно»; «Чувствую, что устала»; «Делу — время, а потехе — час». В некоторых случаях, например в предложениях присоединительного типа («Я выглянул из кибитки: всё было мрак и вихорь» — А. С. Пушкин - изъяснительный тип, можно вставить: и увидел, что), подстановка союза невозможна.
| Синтаксические отношения между предикативными частями БСП | Особенности структуры и содержания предикативных частей БСП | Знак препинания | Примеры |
| --------------------------------------------------------- | --- | --------------- | --- |
| Перечислительные                                          | Предикативные части невелики по объёму и тесно связаны по смыслу | Запятая         | После наездницы выступали акробаты, за ними на арену вышли клоуны.                                                                            |
| Перечислительные                                          | Предикативные части отдалены друг от друга по смыслу или значительно распространены и имеют внутри себя запятые | Точка с запятой | Дубовые кусты разрослись по скатам оврага; около родника зеленеет короткая, бархатная травка.                                                 |
| Противительные                                            | Во второй части выражается резкое противопоставление (можно вставить а, но) | Тире            | Я с самого начала всё знала про стихи — я ничего не знала о прозе.                                                                            |
| Присоединительные                                         | Во второй части содержится неожиданное присоединение или указание на быструю смену событий | Тире            | Сыр выпал — с ним была плутовка такова. |
| Условные или временные                                    | Первая часть указывает на условие или время совершения действия (можно вставить когда, если) | Тире            | Кукушка закуковала — пора сеять лён. |
| Отношения следствия и результата                          | Вторая часть заключает в себе следствие, вывод из того, о чём говорится в первой (можно вставить поэтому) | Тире            | Не было возможности уйти незаметно — он вышел открыто.                                                                                        |
| Отношения сравнения                                       | Во второй части содержится сравнение с тем, о чём говорится в первой (можно вставить будто, словно, это) | Тире            | Молвит слово — соловей поёт. |
| Изъяснительные                                            | 1. В первой части есть глаголы мыслительной деятельности, чувства, восприятия (понимать, думать, видеть, говорить и др.) 2. В первой части имеются глаголы типа выглянуть, обернуться, прислушаться, войти, после которых можно вставить: увидел, что, понял, что и т. п. 3. Вторая часть представляет собой прямой вопрос | Двоеточие       | 1. Алексей решил: довольно тянуть. 2. Он поглядел вверх: там были ветви дерева. 3. Ты мне вот что скажи: правда, что к Маякину сын воротился? |
| Пояснительные                                             | 1. Вторая часть разъясняет, раскрывает содержание первой (можно вставить а именно) 2. В первой части есть слова так, такой, одно, смысл которых раскрывается во второй части | Двоеточие       | Скажу вам только одно: нельзя сидеть сложа руки.                                                                                              |
| Отношения обоснования и причины                           | Вторая часть содержит обоснование или причину того, о чём говорится в первой (можно вставить потому что, так как) | Двоеточие       | Печален я: со мною друга нет. |